# Suarius sphenochilus
Suarius sphenochilus är en insektsart som beskrevs av X.-k. Yang och C.-k. Yang 1991. Suarius sphenochilus ingår i släktet Suarius och familjen guldögonsländor. Inga underarter finns listade i Catalogue of Life.